# José Júnior
Pour les articles homonymes, voir Guimarães (homonymie) et Júnior.
José Luiz Guimarães Sanabio Júnior, ou José Júnior (né le 15 juin 1976 à Fortaleza), est un footballeur brésilien.

## Carrière
- Ferroviário AC (Fortaleza)
- 1999 :  Fortaleza EC
- 1999-2000 :  Córdoba CF
- 2000-2001 :  KSK Beveren
- 2001-2002 :  AC Ajaccio
- 2002 :  Treze FC
- 2002-2003 :  Walsall (36 matchs, 15 buts)
- 2003-2004 :  Derby County (30 matchs, 4 buts)
- 2004-2005 :  Rotherham United (12 matchs, 2 buts)
- 2005 :  Watford
- 2005-2006 :  OB Odense (16 matchs, 9 buts)
- 2006-2007 :  Malmö FF (38 matchs, 17 buts)
- 2008-2009 :  FC Copenhague (17 matchs, 6 buts)
- 2009 :  FC Nordsjælland